# Naked Eyes

Naked Eyes est un groupe musical britannique de pop/new wave des années 1980, qui connut le succès surtout aux États-Unis, au Canada et en Océanie en 1983 (alors que dans leur pays d'origine le groupe ne connut, paradoxalement, que très peu de succès). 

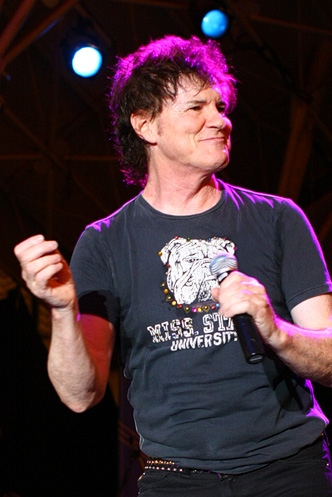
Pete Byrne, chanteur du groupe Naked Eyes à Las Vegas le 23 juillet 2011

Il était composé à la base de Pete Byrne au chant et de Rob Fisher aux claviers (décédé en 1999), tous deux originaires de Bath en Angleterre. Avant cela, ils firent partie d'une formation nommée Neon, avec des membres du futur Tears for Fears. 

Leur premier album connut un succès certain, notamment en Amérique du Nord, mais leur second, paru fin 1984 marcha beaucoup moins bien, ce qui entraina de fait la dissolution du groupe en 1985. 
Par la suite, Rob Fisher forma avec Simon Climie au chant, le duo Climie Fisher, qui connut un grand succès au niveau international entre 1987 et 1989, mais aussi en Angleterre, ce que Naked Eyes n'avait pas réussi à obtenir.

## Singles
De l'album Burning Bridges (1983) - (édité avec le titre Naked Eyes aux États-Unis et au Canada) #32 USA
- Always Something There To Remind Me (1983) - #8 US, #8 CAN, #2 NZ, #57 RU
- Promises, Promises (1983) - #11 US, #6 CAN, #15 NZ, #95 RU
- When The Lights Go Out (1983) - #37 US

De l'album Fuel For The Fire (1984) #83 USA
- (What) In the Name of Love (1984) - #39 USA